# John Lewis (politikus)
John Lewis (Troy, 1940. február 21. – Atlanta, 2020. július 17.) amerikai kongresszusi képviselő, polgárjogi harcos.

## Élete
John Lewis az Alabama állambeli Troyban, született, 1940-ben. A Pike megyei állami iskolákba járt, majd a nashville-i Amerikai Baptista Teológiai Szeminárium hallgatója lett, ahol 1961-ben végzett. Ezután a Fisk University-n szerzett BA diplomát 1967-ben.
Eközben részt vett a Martin Luther King vezette polgárjogi mozgalomban, és 1963–66 között a mozgalom diákszervezetének (Student Nonviolent Action Committee) elnöke volt.
1977–80 között a Carter-kormányapparátusban dolgozott: az ACTION nevű, önkéntes közszolgálati tevékenységet koordináló szervezetet vezette. 1980-tól 1986-ig a magánszektorban dolgozott, és eközben 1982-től 1986-ig Atlanta város önkormányzati képviselője volt. 
1986-ban megválasztották Georgia állam képviselőjének a washingtoni kongresszusba. Első mandátuma 1987. január 3-án kezdődött, és ezután minden alkalommal újra bizalmat kapott a kétévenkénti képviselőválaszásokon, így 2020. július 17-én bekövetkezett haláláig folytatta kongresszusi szolgálatát.